# Iljušin Il-12
Iljušin Il-12 (NATO oznaka "Coach") je bil sovjetsko dvomotorno potniško/transportno letalo. Il-12 je naslednik Li-2 (sovjetsko grajenega DC-3). Prvič je poletel 15. avgusta 1945, skupaj so zgradili okrog 663 letal. Na podlagi Il-12 so zasnovali izboljšanega Il-14. 
Il-12 je povsem kovinske konstrukcije in ima nizkonameščeno kantilever krilo. Sprva naj bi za pogon uporabljali štiri motorje M-88B, kasneje so predlagali uporabo 2 dizelskih motorjev ACh-31 (vsak s 1500 KM), na koncu so izbrali zvezdaste motorje Švecov AŠ-82

## Specifikacije (Il-12)
Podatki iz The Osprey Encyclopedia of Russian Aircraft from 1875 - 1995
Splošne karakteristike
- Posadka: 3
- Število sedežev: 21-32 potnikov
- Dolžina: 21,31 m (69 ft 11 in)
- Razpon kril: 31,7 m (104 ft 0 in)
- Višina: 8,07 m (26 ft 5⅝in)
- Površina kril: 103 m² (1109 ft²)
- Teža praznega letala: 11045 kg (24350 lb)
- Maks. vzletna teža: 17250 kg (38029 lb)
- Pogon letala: 2 ×  14-valjni zračnohlajeni bencinski zvezdasti motor Švecov AŠ-82FNV, 1380 kW (1850 KM)  vsak

 Zmogljivost 
- Maks. hitrost: 407 km/h (220 vozlov, 253 mph) na 2500 m (8200 ft)
- Doseg: 1500 km s 26 potniki (810 nmi, 932 mi)
- Trajanje leta: 4,5 ur
- Višina leta: 6500 m (21325 ft)
- Čas do 5000 m (16400 ft): 15 minut